# Arthur Mercante
Arthur Mercante Sr était un arbitre de boxe américain, né le 26 janvier 1920 à Brockton (Massachusetts) et mort le 10 avril 2010. Sa carrière s'est étendue sur près d'un demi-siècle commençant en 1956 pour s'achever en 2001 à l'âge de 81 ans. Son fils Arthur Mercante Jr est arbitre depuis 1984.

## Biographie
Il a arbitré au cours de sa carrière 145 championnats du monde parmi lesquels le combat entre Mohamed Ali et Joe Frazier le 8 mars 1971, le premier combat entre Frazier et George Foreman le 22 janvier 1973, le troisième combat entre Mohamed Ali et Ken Norton en 1976, le premier combat entre Alexis Arguello et Alfredo Escalera, surnommé la bataille sanglante de Bayamon, le premier combat entre Edwin Rosario et Jose Luis Ramirez, et le duel entre Hector Camacho et Edwin Rosario à New-York, ou encore le duel entre Wilfredo Gómez et Lupe Pintor, le premier combat de Mike Tyson à l'étranger, au Japon le 21 mars 1988 contre Tony Tubbs, ainsi que le combat entre René Jacquot et John Mugabi (ou Jacquot s'est tordu la cheville). 
Plus jeune, Mercante Sr a servi dans la Navy. Son officier pendant la Seconde Guerre mondiale n'était autre que l'ancien champion du monde des poids lourds, Gene Tunney.

## Distinction
- Arthur Mercante Sr est membre de l'International Boxing Hall of Fame depuis 1995[1].

## Référence
1. ↑  (en) Biographie sur le site de l'International Boxing Hall of Fame (ibhof.com)